# Cvijićeva (Bělehrad)
Cvijićeva (v srbské cyrilici Цвијићева) je ulice v srbské metropoli Bělehradu. Spojuje bělehradský přístav s ulicí Ruzveltova ve východní části metropole (opština Palilula). Pojmenována je po srbském geografovi Jovanovi Cvijićovi. Jedná se o rušnou městskou třídu.

## Historie
Ještě před druhou světovou válkou měla ulice tento název a zůstal ji nezměněn. Na přelomu 20. a 30. let 20. století zde panoval čilý stavební ruch a vznik třídy umožnil rozvoj Bělehradu v této době směrem na východ.

## Významné budovy
- Pamětní muzeum Jovana Cvijiće, věnované geografovi, po němž je třída pojmenována